# Polyrhachis aenescens
Polyrhachis aenescens är en myrart som beskrevs av Hermann Stitz 1910. Polyrhachis aenescens ingår i släktet Polyrhachis och familjen myror. Inga underarter finns listade i Catalogue of Life.